# Decisió executiva
Decisió executiva (títol original: Executive Decision) és un thriller estatunidenc dirigit i co-muntat per Stuart Baird, estrenat l'any 1996. Ha estat doblada al català.

## Argument
Jaffa, líder d'una de les organitzacions extremistes més perilloses al món, és detingut durant el matrimoni de la seva filla. El seu adjunt, Nadji Hassan, exigeix el seu alliberament a canvi dels passatgers d'un Boeing 747 (vol 343 d'Oceanic Airlines) que ha agafat com a ostatges. L'avió transporta igualment un lot de gas tòxic que amenaça d'escampar sobre Washington. El Coronel Austin Travis i el seu equip proposen llavors d'abordar el vol 343 mitjançant un avió furtiu experimental i d'introduir-hi un comando d'elit encarregat de neutralitzar els terroristes.

## Repartiment
- Kurt Russell: Doctor David Grant U.S. Army Intelligence
- Steven Seagal: Coronel Austin Travis
- David Suchet: Nadji Hassan
- Oliver Platt: Denis Cahill
- Joe Morton: Sergent 'Cappy' Matheny
- Halle Berry: Jean
- John Leguizamo: Rat
- B. D. Wong: Sergent Louie
- Andreas Katsulas: El Sayed Jaffa, el cap de l'organització extremista
- Nicholas Pryor: el secretari d'Estat Jack Douglas
- Whip Hubley: Baker
- Yvonne Zima: la noia
- Jon Huertas: terrorista Sammy
- Ray Baker: el capità del 747

## Rebuda
- Premis Blockbuster Entertainment 1997 :
  - Millor actor per Kurt Russell
  - Millor actriu per Halle Berry
- Premis NCLR Bravo 1996: Millor actor per John Leguizamo
- Premis Razzie 1997: Pitjor segon paper masculí per Steven Seagal
- Crítica 
  - "Uns terroristes segresten un avió. Si a més s'afegeix que són àrabs... ja estem: la de tots els dies. Atropellada, frenètica, però gens, zero, ni una trista sorpresa"[4]
  - "Dolenta"[5]